# Мох, Григорий Иванович
Григорий Иванович Мох (8 марта 1909, Тюп, Пржевальский уезд, Семиреченская область — 1989, Тюп, Иссык-Кульская область) — бригадир колхоза «Пятилетка в 4 года» Тюпского района Иссык-Кульской области, Киргизская ССР. Герой Социалистического Труда (1951).

## Биография
Родился в 1909 году в крестьянской семье в селе Тюп.
С 1930-х годов трудился разнорабочим в местном колхозе. Участвовал в Великой Отечественной войне. После войны возвратился на родину, где стал работать полеводом в колхозе «Пятилетка в 4 года» Тюпского района. Позднее возглавлял полеводческое звено.
В 1950 году звено Григория Моха собрало в среднем с каждого гектара по 30 центнеров зерновых на участке площадью 131 гектаров. Указом Президиума Верховного Совета СССР от 6 апреля 1951 года удостоен звания Героя Социалистического Труда с вручением ордена Ленина и золотой медали «Серп и Молот».
С 1968 года — персональный пенсионер союзного значения.
После выхода на пенсию проживал в родном селе, где скончался в 1989 году.